# エンジン・テレグラフ

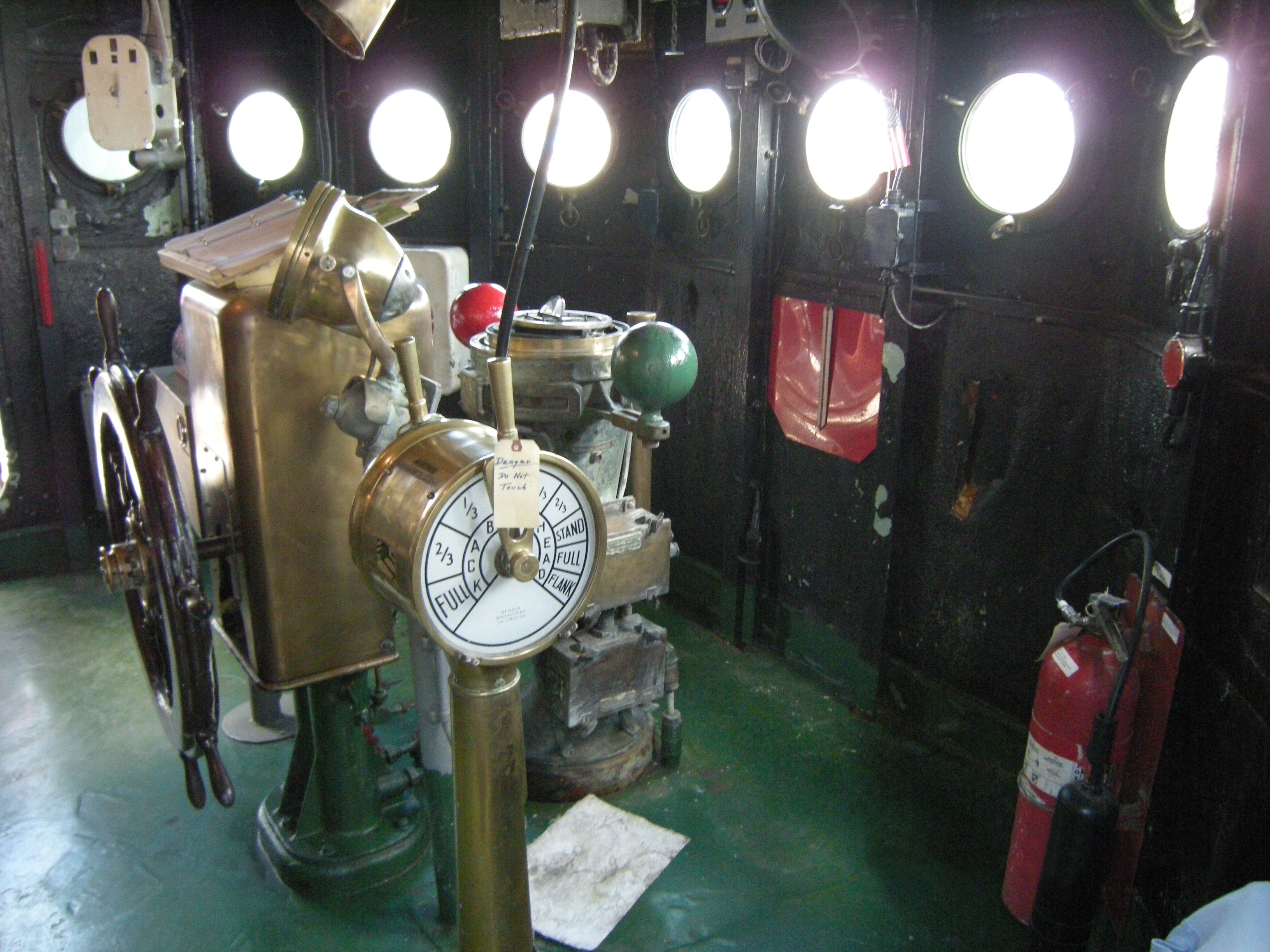
揚陸艦艦橋のエンジン・テレグラフ（円形ドラム形）

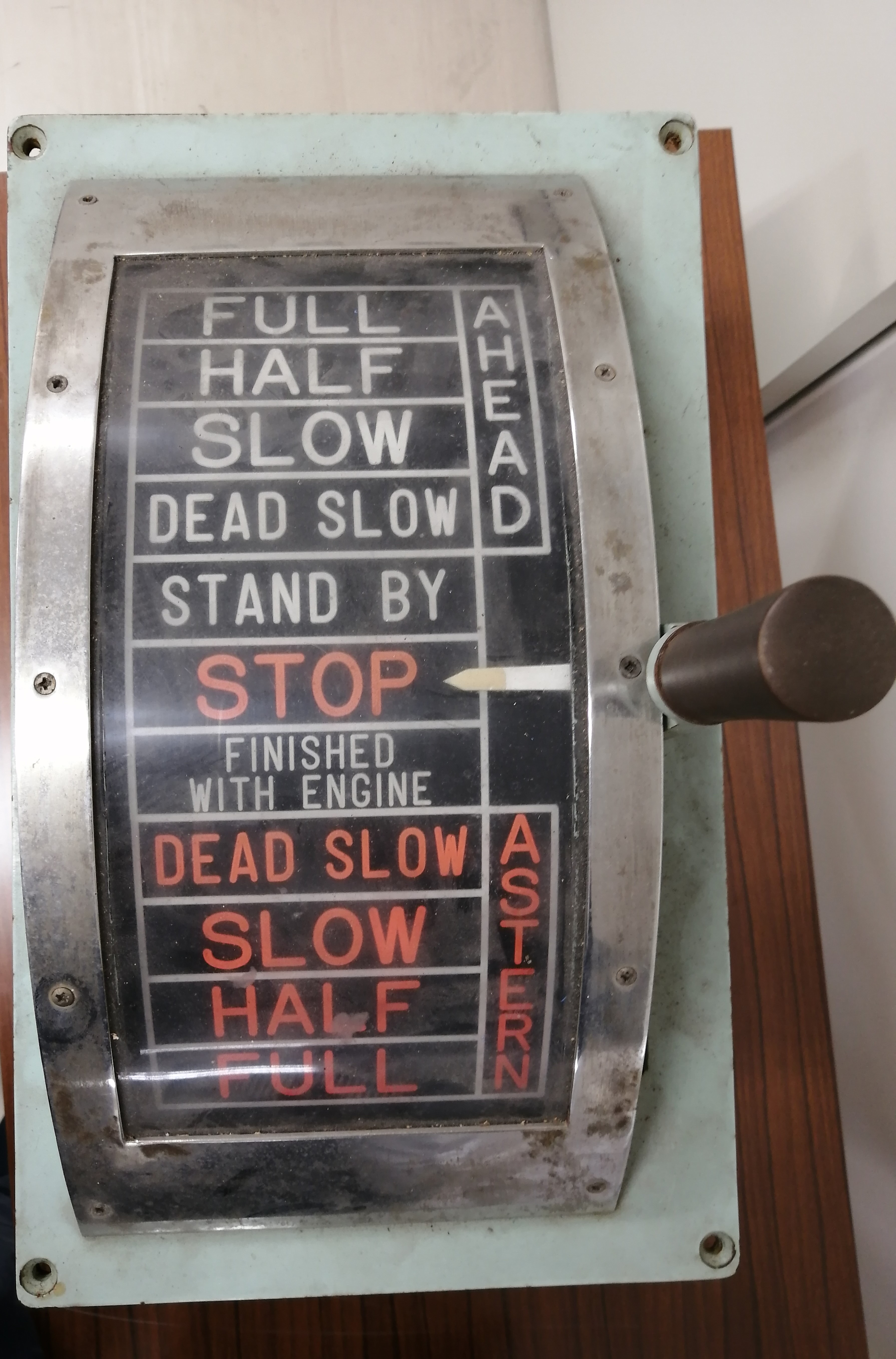
エンジンテレグラフ（日本造船機器製）

エンジン・テレグラフ（英語: Engine Order Telegraph、略称E.O.T.、速力通信機）は、大型船舶の船橋から機関室へ、エンジンの出力調整・停止の指示を伝えるための装置（プレジャーボートは機関部が存在しないので装備がなく、船長自身がスロットルレバーを操作する）。機関室にも操作部まで同様のものが対で備え付けられている。速度の区分は、前後進共に全速、半速、微速で、中央部に用意・中立・エンジン停止の9区分となっている。
船舶設備規程では第百四十六条の四十の、（命令伝達装置）の中に記載されている。船舶機関規則では、第91条の（制御装置）、第93条の（遠隔制御装置）にある「船橋からの遠隔制御」が現在のエンジン・テレグラフの機能としても利用されている。
エンジン・テレグラフを使用した記録を自動的に用紙にタイプして打ち出せるようにしたものはテレグラフロガーと呼ばれている。